# آق‌قیستائو
آق‌قیستائو (قزاقی: Аккыстау) یک منطقه مسکونی در قزاقستان است که در استان آتیرائو واقع شده‌است.